# Uostadvaris
Uostadvaris (deutsch Kuwertshof, vor 1785 Dumbeln) ist ein Dorf in der Rajongemeinde Šilutė (deutsch Heydekrug) auf der Deltainsel Rusnė am linken Ufer des Flussarms Atamata, 5 Kilometer nordwestlich von Rusnė und gehört zum Memeldelta Regionalpark. Aufgrund der häufig versandeten Hafenzufahrt ist es ziemlich schwierig, auf dem Wasserweg nach Uostadvaris zu gelangen. Der Hafenbetreiber ist die staatliche Direktion für Binnenwasserstraßen. Daher ist eine Liegerlaubnis erforderlich.
Der Leuchtturm Uostadvaris stellte Ende 1907 den Betrieb ein. An der Stelle wurde ein Schöpfwerk mit Dampfturbine eingerichtet, die überschüssiges Wasser der Polder in das Memeldelta pumpt. Seit 2007 ist es ein Polder-Museum. In seinem Inneren sind noch die alten Maschinen und Pumpensätze zu sehen. Sogar die ursprünglichen Bau- und Konstruktionszeichnungen des Pumpwerkes sind ausgestellt. Der Leuchtturm ist als Aussichtspunkt zugänglich.

## Geschichte
Im frühen 18. Jahrhundert wurde ein Herrenhaus von Kuwertshof erwähnt. Nach dem katastrophalen Hochwasser von 1888 wurden die ersten Deiche zum Schutz der Wiesen errichtet.
1939 wurde das Gut Kuwertshof als Sommerresidenz dem SS-Führer Ernst Neumann überlassen. Am 27. Oktober 1967 wurde das Anwesen in die Stadt Rusnė eingemeindet und 1973 als eigenständige Siedlung aufgegeben. Seitdem werden die Gebäude wieder restauriert und mit Erweiterungen als Kolchose genutzt.

## Persönlichkeiten
- Hans-Lothar Steppan (1933–2011), deutscher Diplomat